# Prožurska Luka

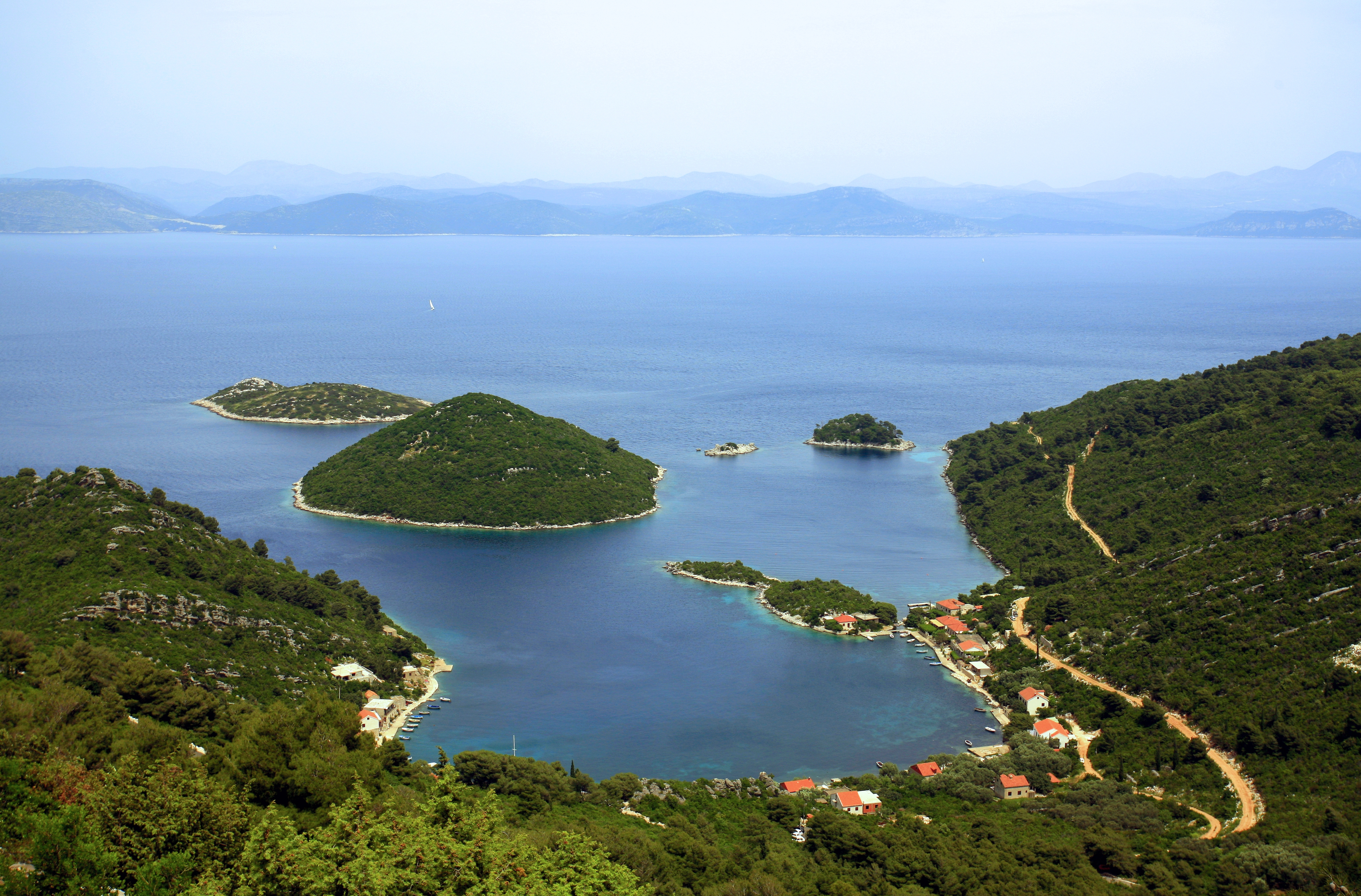
Pohled na Prožurskou Luku a ostrůvky Borovac a Planjak

Prožurska Luka (italsky Porto Chiave) je malá vesnice a přímořské letovisko v Chorvatsku v Dubrovnicko-neretvanské župě, spadající pod opčinu Mljet. Nachází se na východě ostrova Mljet. V roce 2011 zde žilo celkem 40 obyvatel. Vesnice vznikla v roce 1981, když se oddělila od sousední vnitrozemské vesnice Prožura, podle níž získala vesnice svůj název, znamenající přístav Prožury.
Vesnice je napojena na silnici D120. Sousedními vesnicemi jsou Okuklje a Prožura.